# ЈСД Партизан
Југословенско спортско друштво Партизан је основано 4. октобра 1945. године у Београду, под називом Фискултурно друштво Централног дома Југословенске армије Партизан. Године 1950. Партизан се реорганизује и постаје спортско друштво, а његове секције прерастају у клубове и окупљају поред припадника Југословенске армије, и остале грађане свих узраста, оснивајући омладинске, а у неким клубовима и женске екипе. На годишњој скупштини 1960. допуњује назив друштва у Југословенско спортско друштво Партизан.
Међу првим његовим секцијама су фудбалска, атлетска, кошаркашка, бициклистичка и тениска. Последњи су основани мачевалачки, женски рукометни и футсал клуб.
Председник спортског друштва Партизан је Жељко Танасковић. Потпредседници су Андреа Арсовић, Недељко Јовановић и Александар Каракашевић.
Клубови Партизана су освојили 22 европска трофеја од којих је чак 14 титула европског првака. Југословенско спортско друштво Партизан je најуспешнијe спортскo друштвo у Србији и на простору бивше Југославије.

## Клубови ЈСД Партизан

### Атлетски клуб Партизан
Атлетски клуб Партизан је основан 4. октобра 1945. када је основано ЈСД Партизан, као секција спортског друштва, три године касније секција је прерасла у клуб. Атлетичари Партизана Иван Губијан бацач кладива и Фрањо Михалић дугопругаш - маратонац, били су највеће звезде атлетике у историји клуба који су донели једине две олимпијске медаље за југословенску и српску атлетику. Губијан је био „сребрни“ на Олимпијским играма 1948. у Лондону, а Михалић 1956. у Мелбурну. Није било југословенске селекције без такмичара овог клуба. Највећи домет остварио је тркач Петар Шегедин који је на Европском првенству у Бриселу 1950. у трци 3.000 метара са препрекама освојио друго место и сребрну медаљу, што је била прва југословенска медаља у атлетици на европским првенствима. Сличан успех је поновио Јоже Међимурец на првом Европском првенству у дворани 1970. у Бечу на трци на 800 м освојивши треће место и опет прву медаљу за Југославију на европским првенствима у дворани.
АК Партизан је до сада 39 пута био екипни државни првак у мушкој и женској конкуреницији и 24 пута освајач купа. Највећи успех оствариле су јуниорке 1990. године победом у купу европских шампиона.
Славна имена југословенске атлетике из редова Партизана су још Звонко Саболовић (23 пута обарао државне рекорде у више спринтерских дисциплина), Мирко Вујачић, Борис Брандл, Стеван Павловић, Драго Штритоф, Андрија Отенхајмер, Ивица Караси, Владо Марјановић Веселинка Милошевић, Данијел Темим, Младен Николић, Иван Мустапић, Иван Иванчић, Сеад Крџалић, Јован Лазаревић, Слободан Бранковић, Драган Перић, Драгутин Топић, Горан Раичевић.
Чланови Партизана су репрезентативци Србије Асмир Колашинац и Емир Бекрић.

### Бициклистички клуб Партизан
Бициклистички клуб Партизан је основан 1945. године. Десет пута су освајали национално првенство и једном куп.
Партизанови такмичари су остваривали запажене резултате. Саша Гајичић је био осми на свету, два пута победник трке кроз Србију и учесник Ђиро д'Италија, Александар Никавчевић (7. на свету, двоструки победник Трке кроз Сбију, учесник Вуелте), Небојша Јовановић (6. место у Европи, победник Трке око Грчке), Веселин Петровић (15. место на Олимпијским играма, победник многих међународних трка).
Данас екипу чине: Иван Стевић, Никола Козомара, Бранко Марковић и Горан Церовић.

### Кошаркашки клуб Партизан
Кошаркашки клуб Партизан је најтрофејнији српски кошаркашки клуб, из Београда. Настао је као кошаркашка секција Спортског друштва Централног дома Југословенске народне армије. Спортско друштво ЦДЈА Партизан основано је 4. октобра 1945. Кошаркашка секција ЦДЈА Партизан настала је од кошаркашке репрезентације Југословенске армије, која је 1945. године освојила првенство државе на турниру са репрезентацијама југословенских република. Под именом Партизан кошаркаши данашњег КК Партизан наступају од првог клупског шампионата Југославије, одржаног 1946. године. КК Партизан је 1953. године званично престао да буде клуб Југословенске народне армије и цело спортско друштво је добило назив Југословенско спортско друштво Партизан.
Двадесет два пута је освајао национално првенство, шеснаест пута национални куп, осам пута Јадранску лигу и једном Суперкуп Јадранске лиге, а такође је освојио и Куп европских шампиона 1992, иако је те сезоне, због рата у Југославији, одиграо само једну утакмицу пред својим навијачима. Партизан је освојио и три Купа Радивоја Кораћа 1978, 1979. и 1989. године. КК Партизан је први кошаркашки клуб из Србије који је одиграо званичну утакмицу са НБА тимовима.

### Тениски клуб Партизан
Тениски клуб Партизан је основан 4. октобра 1945. године као секција при ЈНА, да би 1950. године постао клуб и добио данашње име. Партизан је до сада освојио 20 титула првака државе у мушкој и 11 титула у женској конкуренцији.
За Партизан је од 1954. до 1976. године играла Јелена Генчић. Она је 18 пута била првакиња Југославије: 2 пута појединачно, 6 пута у женским паровима и 12 пута у мешовитим паровима, док је 11 пута била друга. Илија Панајотовић је једном био први појединачно и у пару и 7 пута је био други. Био је Дејвис куп репрезентативац од 1957 до 1960. године
Најбољи српски тенисери који су тренирали у Партизану почетком XXI века су: Новак Ђоковић, Ана Ивановић, Јанко Типсаревић, Ненад Зимоњић, Бојана Јовановски, Илија Бозољац, Душан Вемић, Душан Лајовић, Ана Јовановић, као и Јелена Докић из Аустралије и Андреа Петковић из Немачке.

### Фудбалски клуб Партизан
Фудбалски клуб Партизан је основан у Београду 4. октобра 1945, као део Југословенског спортског друштва, које данас броји 26 клубова у различитим спортовима, али је потпуно независан у погледу организације, управе, финансија, материјалних средстава и објеката. Клуб је у почетку формиран под окриљем Југословенске народне армије, а стадион Партизана је дуго носио име Стадион ЈНА. Почетком 1950-их је постао независан од војске.
Партизан је основан 4. октобра 1945. Био је 27 пута био првак државе, а освајач је и 16 купова и једног суперкупа. Највећи успех Партизана у европским такмичењима је финале Купа европских шампиона 1966. године против мадридског Реала и 1 трофеј Митропа купа 1978. године. После распада Југославије, Партизан је први клуб из Србије који се пласирао у Лигу шампиона (укупно два пута) и који се пласирао у осмину финала Купа УЕФА.Уз то је био 8 пута у групној фази Лиге Европе и 2 пута у групној фази Лиге шампиона након распада Југославије
Момчило Вукотић је рекордер Партизана по броју наступа - одиграо је 752 утакмице, а рекордер у броју голова постигнутих за црно-беле је Стјепан Бобек са 403 поготка. За репрезентацију Југославије наступило је преко 130 Партизанових фудбалера, а више од педесет утакмица одиграли су Стјепан Бобек, Бранко Зебец, Златко Чајковски, Фахрудин Јусуфи, Милан Галић, Милутин Шошкић, Славиша Јокановић, Предраг Мијатовић. Бивши играч Партизана Саво Милошевић је одиграо 102 утакмице за репрезентацију, што је апсолутни рекорд.
Клуб је у досадашњим националним лигашким такмичењима постигао шест победа са десет и више датих голова, у два првенства је постигао по више од стотину голова и држи рекорд југословенске прве лиге са 107 погодака у једном првенству и једини је непоражен шампион икада (у сезони 2004/05). Од распада СФРЈ у националним првенствима Партизан је освојио највише титула, поставши првак 15 од 23 пута.

### Ватерполо клуб Партизан
Ватерполо клуб Партизан је основан 1946. године. Један је од најуспешнијих клубова спортског друштва. Партизан је двадесет девет пута био национални првак, а национални куп је освајао двадесет пет пута. Седам пута је био шампион Европе. Такође је освајао и два пута Супер куп Европе, Лен куп, Куп победника купова, Медитерански куп и два пута Евроинтер лигу.
За Партизан је играо велики број истакнутих играча. Неки од њих су:Милан Мушкатировић, Ђорђе Перишић који се такође такмичио и у пливању, Југослав Васовић, Александар Шоштар, Петар Трбојевић, Игор Милановић, Никола Куљача, Владимир Вујасиновић, Данило Икодиновић, Живко Гоцић, Слободан Никић, Вања Удовичић, Филип Филиповић...
Партизан су водили познати тренери:Влахо Орлић, Мирко Сандић, Ратко Рудић, Ненад Манојловић, Дејан Удовичић...

### Одбојкашки клуб Партизан
Одбојкашки клуб Партизан је основан 1946. године. Клуб је део Југословенског спортског друштва Партизан. Једанаест пута је био национални првак. Десет пута је био првак Југославије, а два пута шампион Србије. Седам пута је освајао Куп Југославије, два пута трофеј купа Србије и једном трофеј суперкупа Србије.
Неки од играча који су играли за Партизан су: Горан Вујевић, Жељко Танасковић, Иван Миљковић...

### Боксерски клуб Партизан
Боксерски клуб Партизан је основан 1947. године. Партизан је седам пута био екипни првак и једном победник националног купа, а његови боксери су осамдесет пута освајали титуле у појединачној конкуренцији.
Прву бронзану и медаљу уопште донео је са Европског првенства 1949. у лакој категори Павле Шовљански који је тај успех поновио и 1955. у велтеру. Бронзу је освојио и Стеван Редли 1953. године у категорији перо. Сребрну медаљу на европском првенству 1951. године је освојио Коста Лековић у перо категорији, а 1971. Светомир Белић у полусредњој.

### Куглашки клуб Партизан
Куглашки клуб Партизан је основан 1947. године. Куглаши Партизана су и поред великих међународних успеха, тачно 47 година чекали прву титулу екипног првака. У својој богатој историји Куглашки клуб Партизан је 7 пута био екипни првак државе и 1 пута победник националног купа.

### Шаховски клуб Партизан
Шаховски клуб Партизан је основан 1947. године и у својим редовима је имао великог играча као што је Светозар Глигорић, највећег југословенског и српског шахисту свих времена. У својим витринама има 23 шампионска пехара, 12 трофеја намењених победнику националног Купа и 3 титуле европског првака. Чланови ШК Партизана су као репрезентативци, донели нашој земљи прегршт медаља са шаховских олимпијада и европских првенстава. Уз Глигорића, то су остварили и Александар Матановић, Милан Матуловић, Петар Трифуновић, Боривоје Ивков, Владимир Раичевић...

### Пливачки клуб Партизан
Пливачки клуб Партизан је основан 1948. године на иницијативу Руди Реноа и пливачких радника Богдана Ненадовића, др Миљенка Орлића и Анте Ламбаше. Већ 1953. године учествује на републичким првенствима свих категорија где осваја треће место.
Борис Шканата је био први пливач који је 1948. године донео прву титулу Партизану у пливању. Треба поменути и Ђорђа Перишића који је за репрезентацију учествовао 66 пута и био учесник Летњих олимпијских игара 1960. у Риму у дисциплини 200 метара прсно. Био је петоструки првак државе на 100 и 200 метара прсно.
Велики број пливача Партизана учествовао је у репрезентацији. На првом шампионату света нашу земљу су успешно представљали пливачи Партизана Јасна Ефендић, Јован Ковачић, Божидар Линхарт и Александар Павличевић док је тренер репрезентације био тренер Партизана Владимир Павловић. Мирјана Шегрт освојила је сребрну медаљу на шампионату Европе, док је Јасна Ефендић поставила несвакидашњи рекорд поставши седмострука шампионка Балкана на Балканском шампионату у Измиру. Велики број пливача је освајао медаље на медитеранским играма и балканским првенствима.
Члан Партизана је један од најбољих пливача света Милорад Чавић. Чавић је освојио сребрну медаљу у дисциплини 100 делфин на Олимпијским играма 2008. у Пекингу. На светском првенству у Риму је освојио златну медаљу у дисциплини 50 метара делфин и сребрну медаљу на 100 метара делфин. На Европским првенствима је освојио две златне медаље. Такође има велики број медаља у малим базенима.
Чланови Партизана су и Велимир Стјепановић и Радован Сиљевски.

### Рвачки клуб Партизан
Рвачки клуб Партизан је основан 1948. године. До сада је десет пута био национални првак док је национални куп освајао петнаест пута, а два пута и национални суперкуп. Највећи успех је остварио 2009. године када је постао шампион Европе. Тадашњи тим чинили су Артур Шахињан, Владимир Радосављевић, Рустам Тотров, Кристијан Фрис, Никола Кнежевић, Радомир Петковић, Горан Булатовић, Александар Максимовић и Давор Штефанек. Такође два пута су освајали Куп Европе 2009. и 2010. године.

### Рукометни клуб Партизан
Рукометни клуб Партизан је основан 1948. године од када се такмичио у великом рукомету. Године 1957. почео је такмичење у малом рукомету. До сада је 10 пута био првак, 12 пута је тријумфовао у националном купу и 3 пута освојио титуле националног суперкупа. Највећи успех у европским такмичењима је учешће у полуфиналу ЕХФ Купа победника купова (1998–99 и 2001–02) и полуфиналу ЕХФ Челенџ купа (2010–11) као и учешће у Лиги шампиона (1999–00, 2003–04, 2011–12 и 2012–13).

### Хокејашки клуб Партизан
Хокејашки клуб Партизан је основан 1948. године. Клуб је освојио 20 титула првака државе и 3 купа, што га чини најтрофејнијим клубом у Србији. Два пута су тријумфовали у регионалној Слохокеј лиги 2011. и 2012. године. као и једном у Балканској лиги.
Највише сезона, чак 27 одиграо је Рашид Шемсединовић, који је одиграо и највише утакмица, 342. Највише првенствених голова дао је Лазар Дунда који је постигао 144 гола на 312 меча. Највише поена у сезони дао је Блаж Ломовшек, 70 поена (42+28) у сезони 1987/88.

### Клуб дизача тегова Партизан
Клуб дизача тегова Партизан је основан 1949. године  и у мушкој конкуренцији је био државни првак четири пута (2001, 2002. (два пута) и 2003. године) док је у женској конкуренцији титулу државног првака освојио осам пута (2008, 2009, 2016, 2017, 2018, 2022, 2023. и  2024. године).
Чланови клуба су у појединачној конкуренцији освајали много медаља. Миомир Малетић је 1962, 1963 и 1964 освојио државно првенство у лакој категорији и касније неколико других и трећих места у тежим категоријама. К. Симоновски је 1968 у бантаму био први. У супертешкој категорији преко 110 кг првенство је 1969 освојио Н. Стојановић са подигнутих 675 кг.

### Стонотениски клуб Партизан
Стонотениски клуб Партизан је основан 20. октобра 1950. године. Са до сада освојених 13 шампионских пехара и једним трофејом националног купа као и титулом вицешампиона Европе из 1960. године, СТК Партизан је најтрофејнији и најуспешнији клуб у земљи, а поред овог треба поменути да је до 80-их година СТК Партизан имао и женску екипу, која је 4 пута освајала титулу првака Југославије: 1955, 1956, 1957. и 1960. године. Тих година стонотенисери Партизана су екипно били апсолутни прваци Југославије јер су победили у обе конкуренције.
Најуспешнија стоно тенисерка Југославије Маргита Човић играла је у Партизану од 1954. године и са њим била појединачни шампион 5 пута. Четири пута је била шампион у конкуренцији парова заједно са Марицом Врзић-Темуновић, а два пута у мешовитом пару са Војиславом Марковићем, који је поред титуле у мешовитом дублу био три пута првак у појединачној конкуренцији.

### Женски одбојкашки клуб Партизан
Женски одбојкашки клуб Партизан је основан 1950. године. Осам пута је био првак Југославије и два пута је освајао Куп Југославије. Клуб је угашен 1972. године али је од сезоне 2013/14. поново реактивиран у склопу сарадње ОК Партизан и ЖОК Визура. На почетку сезоне за тренера је доведен некадашњи тренер Јединства и Поштара Дарко Закоч. Већ после првог званичног меча под овим именом клуб је освојио први трофеј. У мечу Суперкупа, Партизан Визура је победио Црвену звезду са 3:0. Као круна сезоне дошло је освајање титуле шампиона након тријумфа над вечитим ривалом од 3:0 у победама. Након само годину дана дошло је до раскида сарадње између Партизана и Визуре, али током лета 2016. године захваљујући легенди Партизана и југословенске одбојке Жељку Танасковићу званично је обновљен ЖОК Партизан. Клуб је у сениорској конкуренцији кренуо од најнижег ранга такмичења, општинске лиге али уз добар рад тренера Ивана Стељића, такође бившег играча мушке екипе Партизана очекује се брзи напредак ка елити српске женске одбојке. ЖОК Партизан је истовремено кренуо са радом у свим млађим категоријама, ангажовани су признати и доказани тренери, а на месту директора свих селекција налази се Биљана Михаиловић.

### Веслачки клуб Партизан
Веслачки Клуб Партизан основан је 5. јула 1951. године. Идеја о организовању веслања у оквиру тадашње спортске организације „ЈСД Партизан“ зачета је 1949-50. година. Родила се у кругу бивших веслача ВК „Београд“, ВК „Данубиус“, ВК „Крка“ и других учесника НОР-а, који су се налазили на новоизграђеном купалишту ЦДЈА на Ади Циганлији. Генерални директор клуба је Иван Брајтигам прослављени српски морепловац. Партизан је најтрофејнији српски веслачки клуб.

### Женски кошаркашки клуб Партизан
Женски кошаркашки клуб Партизан је основан 1953. године. Три пута су били прваци Југославије, у сезонама 1983/84, 1984/85 и 1985/86. Партизан је у овом периоду и два пута освајао куп 1985. и 1986. године. Партизан су тада предводили Јелица Комненовић, Биљана Мајсторовић, Оливера Кривокапић, Стојна Вангеловска, Цветана Деклева, Драгана Симић, Мерхуниса Омеровић, Зорана Цветковић, Радмила Лекић, Драгана Борели, Олгица Машић, Соња Крњаја, Зорица Иветић, Андреја Пукшић, Тања Стевановић...
После распада Југославије нису имали успеха, све до сезоне 2009/10. када су постали прваци Србије. Наредна сезона 2010/11. је била још успешнија јер су играчице Партизана освојиле дуплу круну, освојивши првенство и куп. У сезони 2011/12. Партизан је по први пут освојио Регионалну лигу тријумфом на финалном турниру у Зеници. Клуб из Хумске био је бољи у финалу од домаћег Челика резултатом 74:65. На крају сезоне Партизан је поново освојио првенство што је била укупно 6. титула првака у историји клуба. У сезони 2012/13. прво је освојен куп, потом је одбрањен трофеј у Регионалној лиги победом у финалу над екипом Радивоја Кораћа са 70:45. На крају сезоне освојена је и 7. титула шампиона победом у финалу плеј-офа првенства Србије над екипом Радивоја Кораћа. Након пет година без трофеја, у сезони 2017/18. Партизан је победом у финалу над Црвеном звездом од 68:61 освојио свој пети трофеј победника националног купа.

### Рагби клуб Партизан
Рагби клуб Партизан је основан 1. новембра 1953. године. Рагби клуб је одиграо прву утакмицу 26. априла 1954. у Параћину против Радничког из Београда у коме су победили са 21:11 (3:5). Четири дана касније, 1. маја исти клубови су на стадиону ЈНА одиграли и прву рагби утакмицу у Београду. Победио је Партизан 16:14.
Прво првенство Београда 1955. освојила је екипа Партизана. У својој дугој историји РК Партизан је 21 пута био национални првак и 17 пута освајач националног купа. Највећи успех остварио је 1994. године када је стигао до финала Европског купа. Најзначајнија имена рагби клуба Партизана су Дамир Димитријевић, Жан Гарић, Драган Грујић, Милан Медић, Дејан Петровић...

### Џудо клуб Партизан
Џудо клуб Партизан је основан 15. августа 1953. године у оквиру Тешкоатлетског клуба. Године 1957. је дошло до фузије са Црвеном звездом, а клуб под садашњим именом настаје 1961. године. Први председник Џудо клуба Партизан био је Маркус Данон.
Своју прву титулу екипног првака, џудо клуб Партизан је освојио 1963. године. Исти успех је поновљен и наредне године. До треће титуле првака државе стигли су тек након тридесет година, тј. 1994. Партизан је освајао титулу националног првака и 2000, 2005, 2007. и 2008. године и трофеј националног купа 2007. године. Највећи успех у Европи клуб је остварио 1959. када је на Купу Европе заузео друго место.

### Стрељачки клуб Партизан
Стрељачки клуб Партизан је основан 27. марта 1959. године. У појединачној конкуренцији стрелци Партизана су освојили 172 златне медаље на домаћим такмичењима.
Највећи успех у историји клуба је освајање златне олимпијске медаље и постизање олимпијског рекорда у Сеулу 1988. године који је постигао Горан Максимовић.
На првенствима света има освојене 3 златне, 3 сребрне и 4 бронзане медаље. На првенствима Европе стрелци Партизана су се вратили са 16 златних, 11 сребрних и 8 бронзаних медаља. На балканским шампионатима је освојено 52 златне, 52 сребрне и 50 бронзане медаље.
Женски клуб је актуелни шампион Србије. Клуб предводе Андреа Арсовић, Татјана Савић, Јелена Бановић и Ивана Сцепински.

### Карате клуб Партизан
Карате клуб Партизан је основан 1967. године, а највећи успех су 2 титуле шампиона Европе 2000. и 2001. године. Женска екипа Партизана је освојила титулу шампиона државе 2011. и 2018. године док су каратисти Партизана своју прву титулу шампиона државе освојили 2012. године.

### Гимнастички клуб Партизан
Гимнастичарски клуб Партизан је основан 1988. године  и седам пута (1988, 1989, 1990, 1991, 1997, 1998. и 1999.) је био освајач титуле првака државе.

### Женски ватерполо клуб Партизан
Женски ватерполо клуб Партизан је основан 2009. године. Свој први трофеј ватерполисткиње су освојиле 2012. године и то куп Србије.

### Рагби лига клуб Партизан
Рагби лига клуб Партизан је основан  2013. године и до сада је 1 пута био шампион Србије, 3 пута освајао куп Србије, 4 пута суперкуп Србије, а 3 пута је био и победник балканске суперлиге. Када је 2017. године први пута освојио ово регионално такмичење Партизан је постао први српски клуб који је успео да освоји неки међународни трофеј.

### Eспорт клуб Партизан
Eспорт клуб Партизан је основан 2017. године. Освојио је Балканску е-спорт лигу 2022. године.

### 3x3 клуб Партизан
3x3 клуб Партизан је основан 2022. године. Тренутно је рангиран на 8. месту на ранг-листи 3x3 клубова од стране Међународне кошаркашке федерације. Већ 2023. године Партизан је постао првак Србије савладавши у финалу Уб са 15:14. Наредне 2024. године Партизан је одбранио титулу првака савладавши у финалу у узбудљивој завршници екипу Хангжу са 21:20.

### Мачевалачки клуб Партизан
Мачевалачки клуб Партизан је основан 29. јануара 2002. године као Мачевалачки клуб Силни, а пуноправни члан ЈСД Партизан постао је 27. децембра 2023. године после више од 21 године постојања. Од оснивања клуба постојала је идеја да ЈСД Партизан добије свој мачевалачки клуб, али је пут до тог циља трајао мало дуже из разлога који су били формално-правне природе. Мачевалачки клуб Партизан у својим витринама има две титуле првака државе у женској конкуренцији.

### Женски рукометни клуб Партизан
Женски рукометни клуб Партизан је основан 12. јула 2024. године као правни наследник РК Београд који је одмах постао пуноправни члан ЈСД Партизан. У прошлости Партизан је већ имао женску екипу у периоду између 1956. и 1966. године када је екипа расформирана као последица штрајка и тражења исписница тадашњих првотимки због лоших услова иако је клуб у том тренутку резултатски био стабилан прволигаш, а у екипи се налазило чак пет репрезентативки бивше Југославије. Управа је 17. октобра 1966. године искључила из клуба чак 11 првотимки и званично распустила женску екипу. Тренер те генерације био је Витомир Арсенијевић који је у неколико наврата био и тренер мушке екипе Партизана.

## Угашени клубови
Клубови који више не постоје су: Скијашка секција, Планинарски клуб, Бејзбол клуб, Мото клуб Партизан, Женски куглашки клуб и Женски стонотениски клуб.
Планинарски клуб Партизан је бивши српски планинарски клуб из Београда који је био део ЈСД Партизан и три пута био првак бивше Југославије, и то 1955, 1958. и 1965. године.
У периоду од 1948. до 1951. ЦДЈА Партизан и његови чланови били су вишеструки прваци државе у нордијском скијању. Антон Погачник је био првак 1949, 1950. и 1951. у трчању на 15 километара. Год 1951 скијаши Партизана у дисциплини трчање на 15 км били су апсолутни прваци јер су Погачник, Кандара и Разингер освојили прва три места. Штафета Партизана 4 х 10 км је била прва 1948, 1949, 1950. и 1951. године.
Скијаши Партизана су имали успеха и у Нордијској комбинацији. Стане Кордеж је био први 1947. године, Антон Разингер је био први 1948. Године 1950. Антон Доленц је био први. Разингер је 1951. поново био први. У скијашким скоковима Јоже Лангус је 1947. био државни првак, а исти успех је остварио и Јанко Межик 1949. године. У Алпском скијању Марјан Магушар је био првак 1949. у слалому.
Стонотенисерке Партизана су четири пута освајале титулу првака Југославије (1955, 1956, 1957. и 1960.) године, а ослонац те екипе чиниле су Маргита Човић. Марица Врзић, Вера Михајловић и Мирослава Деспотовић. Појединачне првакиње Југославије биле су Маргита Човић и Марица Врзић које су титуле набољих освајале заједно и у конкуренцији парова.

## Најбољи спортиста и клуб
| Година | Спортиста                              | Спортисткиња                | мушки клуб      | женски клуб        |
| ------ | -------------------------------------- | --------------------------- | --------------- | ------------------ |
| 2011.  | Владимир Вујасиновић (ватерполо)       | Ивана Чомагић (карате)      | Ватерполо клуб  | Кошаркашки клуб    |
| 2012.  | Асмир Колашинац (атлетика)             | Андреа Арсовић (стрељаштво) | Атлетски клуб   | Кошаркашки клуб    |
| 2013.  | Емир Бекрић (атлетика)                 | Андреа Арсовић (стрељаштво) | Атлетски клуб   | Кошаркашки клуб    |
| 2014.  | Велимир Стјепановић (пливање)          | Андреа Арсовић (стрељаштво) | Кошаркашки клуб | Одбојкашки клуб    |
| 2015.  | Никола Јакшић (ватерполо)              | Андреа Арсовић (стрељаштво) | Фудбалски клуб  | Карате клуб        |
| 2016.  | Никола Јакшић (ватерполо)              | Андреа Арсовић (стрељаштво) | Ватерполо клуб  | Стрељачки клуб     |
| 2017.  | Никола Јакшић (ватерполо)              | Андреа Арсовић (стрељаштво) | Фудбалски клуб  | Карате клуб        |
| 2018.  | Велимир Стјепановић (пливање)          | Андреа Арсовић (стрељаштво) | Ватерполо клуб  | Кошаркашки клуб    |
| 2019.  | Алекса Ерски (рвање)                   | Андреа Арсовић (стрељаштво) | Куглашки клуб   | Клуб дизача тегова |
| 2022.  | Милош Васић, Мартин Мачковић (веслање) | Андреа Арсовић (стрељаштво) | Рагби клуб      | Стрељачки клуб     |
| 2023.  | Хетик Цаболов (рвање)                  | Андреа Арсовић (стрељаштво) | Кошаркашки клуб | Веслачки клуб      |

## Олимпијске медаље
| Медаља | Такмичар(и) | Олимпијске игре      | Спорт       |
| ------ | --- | -------------------- | ----------- |
|        | Стјепан Бобек, Мирослав Брозовић, Златко Чајковски, Миодраг Јовановић, Александар Атанацковић, Првослав Михајловић, Фрањо Шоштарић | 1948. Лондон         | Фудбал      |
|        | Иван Губијан | 1948. Лондон         | Атлетика    |
|        | Стјепан Бобек, Бранко Зебец, Златко Чајковски, Ратко Чолић                                                                         | 1952. Хелсинки       | Фудбал      |
|        | Фрањо Михалић | 1956. Мелбурн        | Атлетика    |
|        | Милан Галић, Милутин Шошкић, Велимир Сомболац, Фахрудин Јусуфи                                                                     | 1960. Рим            | Фудбал      |
|        | Мирко Сандић, Зоран Јанковић, Милан Мушкатировић                                                                                   | 1964. Токио          | Ватерполо   |
|        | Мирко Сандић, Урош Маровић, Зоран Јанковић, Дејан Дабовић, Ђорђе Перишић                                                           | 1968. Мексико Сити   | Ватерполо   |
|        | Стеван Хорват | 1968. Мексико Сити   | Рвање       |
|        | Дражен Далипагић, Драган Кићановић                                                                                                 | 1976. Монтреал       | Кошарка     |
|        | Дражен Далипагић, Драган Кићановић                                                                                                 | 1980. Москва         | Кошарка     |
|        | Ратко Рудић, Предраг Манојловић, Синиша Беламарић, Милорад Кривокапић                                                              | 1980. Москва         | Ватерполо   |
|        | Биљана Мајсторовић | 1980. Москва         | Кошарка     |
|        | Зоран Петровић, Игор Милановић, Драган Андрић, Милорад Кривокапић                                                                  | 1984. Лос Анђелес    | Ватерполо   |
|        | Љубомир Радановић, Адмир Смајић | 1984. Лос Анђелес    | Фудбал      |
|        | Небојша Зоркић | 1984. Лос Анђелес    | Кошарка     |
|        | Александар Шоштар, Игор Милановић, Горан Рађеновић, Игор Гочанин, Драган Андрић                                                    | 1988. Сеул           | Ватерполо   |
|        | Горан Максимовић | 1988. Сеул           | Стрељаштво  |
|        | Владе Дивац, Жарко Паспаљ, Жељко Обрадовић                                                                                         | 1988. Сеул           | Кошарка     |
|        | Илија Лупулеску | 1988. Сеул           | Стони тенис |
|        | Мирослав Берић, Дејан Томашевић | 1996. Атланта        | Кошарка     |
|        | Горан Вујевић | 1996. Атланта        | Одбојка     |
|        | Иван Миљковић | 2000. Сиднеј         | Одбојка     |
|        | Никола Куљача | 2000. Сиднеј         | Ватерполо   |
|        | Денис Шефик | 2004. Атина          | Ватерполо   |
|        | Милорад Чавић | 2008. Пекинг         | Пливање     |
|        | Филип Филиповић, Душко Пијетловић, Андрија Прлаиновић, Слободан Соро, Никола Рађен, Живко Гоцић, Владимир Вујасиновић              | 2008. Пекинг         | Ватерполо   |
|        | Душан Мандић, Слободан Соро, Стефан Митровић                                                                                       | 2012. Лондон         | Ватерполо   |
|        | Никола Јакшић | 2016. Рио де Жанеиро | Ватерполо   |
|        | Стефан Бирчевић | 2016. Рио де Жанеиро | Кошарка     |
|        | Милан Алексић, Стефан Митровић | 2020. Токио          | Ватерполо   |
|        | Петар Јакшић | 2024. Париз          | Ватерполо   |
|        | Франк Ниликина | 2024. Париз          | Кошарка     |
|        | Вања Маринковић | 2024. Париз          | Кошарка     |

## Успеси у европским такмичењима
| Спорт       | Такмичење                   | Резултат  | Сезона   | Ранг |
| ----------- | --------------------------- | --------- | -------- | ---- |
| Кошарка     | ФИБА Евролига               | Победник  | 1991/92. | 1.   |
| Ватерполо   | ЛЕН Куп шампиона            | Победник  | 1963/64. | 1.   |
| Ватерполо   | ЛЕН Куп шампиона            | Победник  | 1965/66. | 1.   |
| Ватерполо   | ЛЕН Куп шампиона            | Победник  | 1966/67. | 1.   |
| Ватерполо   | ЛЕН Куп шампиона            | Победник  | 1970/71. | 1.   |
| Ватерполо   | ЛЕН Куп шампиона            | Победник  | 1974/75. | 1.   |
| Ватерполо   | ЛЕН Куп шампиона            | Победник  | 1975/76. | 1.   |
| Ватерполо   | ЛЕН Евролига                | Победник  | 2010/11. | 1.   |
| Карате      | Европско првенство          | Победник  | 2000.    | 1.   |
| Карате      | Европско првенство          | Победник  | 2001.    | 1.   |
| Рвање       | Лига шампиона               | Победник  | 2009.    | 1.   |
| Шах         | Куп европских шампиона      | Победник  | 1954.    | 1.   |
| Шах         | Куп европских шампиона      | Победник  | 1955.    | 1.   |
| Шах         | Куп европских шампиона      | Победник  | 1956.    | 1.   |
| Ватерполо   | ЛЕН Куп победника купова    | Победник  | 1990/91. | 2.   |
| Рвање       | Куп Европе                  | Победник  | 2010.    | 2.   |
| Ватерполо   | ЛЕН Куп Европе              | Победник  | 1997/98. | 3.   |
| Кошарка     | ФИБА Куп Радивоја Кораћа    | Победник  | 1977/78. | 3.   |
| Кошарка     | ФИБА Куп Радивоја Кораћа    | Победник  | 1978/79. | 3.   |
| Кошарка     | ФИБА Куп Радивоја Кораћа    | Победник  | 1988/89. | 3.   |
| Ватерполо   | ЛЕН Суперкуп Европе         | Победник  | 1992.    |      |
| Ватерполо   | ЛЕН Суперкуп Европе         | Победник  | 2012.    |      |
| Фудбал      | УЕФА Куп европских шампиона | Финалиста | 1965/66. | 1.   |
| Ватерполо   | ЛЕН Куп шампиона            | Финалиста | 1964/65. | 1.   |
| Ватерполо   | ЛЕН Куп шампиона            | Финалиста | 1972/73. | 1.   |
| Ватерполо   | ЛЕН Куп шампиона            | Финалиста | 1979/80. | 1.   |
| Стони тенис | Куп европских шампиона      | Финалиста | 1960.    | 1.   |
| Карате      | Европско првенство          | Финалиста | 2002.    | 1.   |
| Џудо        | Куп Европе                  | Финалиста | 1959.    | 1.   |
| Ватерполо   | ЛЕН Куп Европе              | Финалиста | 2004/05. | 2.   |
| Кошарка     | ФИБА Куп Радивоја Кораћа    | Финалиста | 1973/74. | 3.   |
| Одбојка     | ЦЕВ Челенџ куп              | Финалиста | 1984/85. | 3.   |
| Одбојка     | ЦЕВ Челенџ куп              | Финалиста | 1989/90. | 3.   |
| Рагби       | Куп Европе                  | Финалиста | 1994.    |      |
| Ватерполо   | ЛЕН Суперкуп Европе         | Финалиста | 1976/77. |      |

## Спортски терени
Стадион Партизана је фудбалски и атлетски стадион у Београду који је у власништву ЈСД Партизан. Стадион је дуго времена носио име Стадион ЈНА. Од половине педесетих година 20. века, па до 1987. на стадиону су се сваког 25. маја одржавале параде за Дан младости. Стадион је званично отворен 9. октобра 1949. утакмицом између Југославије и Француске. Стадион Партизана је имао капацитет од 55.000 гледалаца пре него што је UEFA усвојила нова правила о безбедности. Реновиран је током 1998. и сада има 32.710 места. Игралиште има димензије 105 x 70 m, трибине имају 30 редова седишта и постоји 30 улаза за гледаоце. Највиша тачка стадиона је на висини од 21 m, а најудаљенија места гледалишта су на растојању од 236 m по дужини (север-Југ) и 150 m по ширини (исток-запад). Гробари свој стадион називају Фудбалски храм.
Спортски центар Партизан-Телеоптик се налази на површини од 10 хектара. Спортски центар располаже са девет терена, од чега су два са вештачком травом. Постоји и зграда која има 19 апартмана. Користи га први тим фудбалског клуба Партизан за тренинге, као и млађе категорије за тренинге и утакмице. Партизанова филијала Телеоптик такође користи спортски центар.
Кошаркашки клуб Партизан игра своје утакмице у Хали Пионир капацитета 7.000 места. Она је отворена 24. маја 1973. године, хала се налази у склопу СРЦ Ташмајдан. У хали пионир је Рукометни клуб играо утакмице у Лиги шампиона.
Београдска арена је велика дворана на Новом Београду. Грађена је од 1991. године, да би употребну дозволу добила је 1. октобра 2007. године. Капацитет арене је од 20.000 до 25.000 посетилаца у зависности од догађаја. Користи је кошаркашки клуб Партизан када игра мечеве друге рунде у Евролиги. У марту 2009. године, на утакмици Евролиге између Партизана и Панатинаикоса постављен је рекорд у посети (22.567 људи) и он до данас није оборен.
Хала спортова или Палата спортова је вишенаменска спортска дворана у Новом Београду, Београд, Србија. Отворена је 1968. године и то је најстарији спортски објекат у Новом Београду, а од 1979. се налази у саставу Спортског и пословног центра Нови Београд. Капацитет јој је 5.000 посетилаца. У хали спортова је некада играо кошаркашки клуб Партизан, а сада игра Женски кошаркашки клуб Партизан.
Ледена дворана Пионир је спортска дворана у Београду. У склопу је Хале Пионир и спортског центра Ташмајдан. Хала је саграђена 12. марта 1978. године. Реновирана је 2001. године. У њој своје утакмице игра Хокејашки клуб Партизан.
Центар за културу и спорт Шумице је спортски, образовни и културни центар у насељу Шумице, Општина Вождовац, Београд, Србија. Изграђен је 1973, а са радом је почео 24. маја 1974. под називом Дом пионира и омладине Вождовац. У њему игра велики број клубова, међу њима и ОК Партизан.
Спортски центар Вождовац је изграђен 1974. године. Оснивач је општина Вождовац. У њему утакмице игра Рукометни клуб.
Ватерполо клуб игра у Спортском центру Бањица.
Тениски клуб располаже са 11 земљаних и 3 бетонска терена, клупском зградом, у чијем садржају, површине око 350 м², се налазе свлачионице, ресторан и канцеларије.

## Навијачи Партизана
Гробари, навијачи Партизана, су организовани крајем 1970-их. Они углавном подржавају све клубове који су део ЈСД Партизан.